# Mayridia sugonjaevi
Mayridia sugonjaevi är en stekelart som beskrevs av Trjapitzin 1971. Mayridia sugonjaevi ingår i släktet Mayridia och familjen sköldlussteklar.
Artens utbredningsområde är:
- Afghanistan.
- Mongoliet.
- Turkmenistan.
- Tadzjikistan.

Inga underarter finns listade i Catalogue of Life.